# Hala Skotarka
Hala Skotarka  lub Hala Skotarki – polana w Beskidzie Sądeckim, w środkowej części Pasma Jaworzyny.  Znajduje się na głównej grani i na południowych, opadających do doliny Łomniczanki stokach Pasma Jaworzyny, pomiędzy Halą Łabowską a Wierchem nad Kamieniem. Jest to hala kilkupiętrowa,  obejmująca kilka wypłaszczeń terenu oraz strome stoki między nimi. Jak inne polany beskidzkie była dawniej intensywnie użytkowana – koszona i wypasana. Istniały na niej 3 gospodarstwa rolne.  Po drugiej wojnie światowej, gdy pojawiły się większe możliwości zarobkowe, młodzi ludzie odpływali do miast. Po 1989 również pasterstwo stało się nieopłacalne. Wskutek trudnych warunków bytowania (w szczególności brak wody i prądu elektrycznego) w ciągu lat powojennych mieszkańcy (lub ich potomkowie) przenieśli się do nowych siedzib położonych w dolinach; proces ten dotyczy też wielu innych, zasiedlonych dawniej przysiółków Beskidu Sądeckiego. Na Hali Skotarka pozostały po nich opuszczone domostwa, wraz z ich wyposażeniem. Nieużytkowana polana  w wyniku naturalnej sukcesji ekologicznej stopniowo zarasta i jeśli nie zostaną podjęte przeciwdziałania podzieli los wielu innych polan beskidzkich – ze szkodą dla walorów turystycznych i różnorodności biologicznej  zarośnie lasem.
Hala Skotarki jest dobrym punktem widokowym we wszystkich niemal kierunkach

## Szlaki turystyki pieszej
– niebieski szlak Piwniczna-Zdrój – Łabowska Hala – Łabowa. Czas przejścia z Piwnicznej na Halę Łabowską: 4:05 h, ↓ 3:35 h